# Aldo Visconti
Aldo Luis Visconti (26 de marzo de 1977, Resistencia, Provincia de Chaco, Argentina) es un exfutbolista argentino que jugaba de delantero.

## Trayectoria
Se inició en Central Norte de Chaco y tras destacadas actuaciones, capta la atención de Chaco For Ever donde es fichado en el año 2004. Sin embargo, a mitad de ese mismo año, es traspasado a Sportivo Patria donde se volvió un ídolo entre los simpatizantes al marcar 56 goles en 2 años. En 2006, pasa a jugar a la B Nacional en el equipo de Tigre y al año siguiente en Aldosivi.
En el año 2009, durante su paso por Atlético Rafaela, cobró fama nacionalmente al marcarle 3 goles a Gimnasia y Esgrima de La Plata por una de las dos promociones a Primera División, aunque sus goles no sirvieron de nada ya que su equipo perdería el partido de vuelta 3-0. Luego juega en San Martín de Tucumán y después en Boca Unidos donde fue uno de los goleadores del torneo. En junio de 2012, firmó contrato por 2 años con Los Andes. En 2013 volvió al club de sus amores a Chaco For Ever. El 7 de junio de 2016, la dirigencia del club forevista decide no renovar su vínculo y vuelve al club donde inició su fama, el Sportivo Patria.
Tras su retiro, jugó en el San Jorge del torneo de la Liga del Sudoeste Chaqueño.

## Clubes
| Club                          | País      | Año       |
| ----------------------------- | --------- | --------- |
| Central Norte                 | Argentina | 1990-2000 |
| Chaco For Ever                | Argentina | 2000-2004 |
| Sportivo Patria               | Argentina | 2004-2006 |
| Tigre                         | Argentina | 2006-2007 |
| Aldosivi                      | Argentina | 2007-2008 |
| Club Guaraní                  | Paraguay  | 2008-2010 |
| Atlético Rafaela (Cedido)     | Argentina | 2009      |
| San Martín (Tucumán) (Cedido) | Argentina | 2009-2010 |
| Boca Unidos                   | Argentina | 2010-2012 |
| Los Andes                     | Argentina | 2012-2013 |
| Chaco For Ever                | Argentina | 2013-2016 |
| Sportivo Patria               | Argentina | 2016-2018 |
| CS Ferroviario (Corrientes)   | Argentina | 2019-2020 |